# Larry Costello
Pour les articles homonymes, voir Costello.
Lawrence Ronald Costello dit Larry Costello (né le 2 juillet 1931 à Minoa, New York - mort le 13 décembre 2001) était un joueur et entraineur américain de basket-ball.

## Biographie
Larry Costello était connu comme étant le dernier joueur à effectuer ses tirs à deux mains en National Basketball Association. Après avoir joué à Niagara University, il rejoignit les Warriors de Philadelphie en 1954. Deux années après, il fut transféré aux Syracuse Nationals. Il arrêta sa carrière en 1965 aux 76ers de Philadelphie (les anciens Syracuse Nationals), il revint cependant lors de la saison 1966-67 après que le nouvel entraineur Alex Hannum lui ait dit qu'il avait besoin d'un meneur de jeu expérimenté. Après 42 rencontres lors de cette saison, Costello s'arracha le tendon d'Achille le 6 janvier 1967 et fut remplacé par Wali Jones. Il fit néanmoins son retour lors des play-offs 1967. Costello mit fin à sa carrière pour la seconde et dernière fois en 1968.
Durant sa carrière NBA, Costello fut sélectionné à six reprises au All-Star Game (jouant à cinq reprises). Il était leader de la ligue au pourcentage aux lancers-francs lors des saisons 1962-63 et 1964-65.
Costello commença sa carrière d'entraineur à East Syracuse-Minoa High School où il emmena l'équipe au titre de champion de l'État pour la première fois de l'histoire de l'équipe. Il fut engagé en tant qu'entraineur de la nouvelle franchise des Bucks de Milwaukee en 1968 et les entraina à un bilan de 66-16 en 1970-71 avec un record de 20 victoires consécutives en NBA. Ils remportèrent le titre de champion avec un bilan de 4-0 face aux Bullets de Baltimore.  Après un départ de 3-15 lors de la saison 1976-77, il fut limogé. Il entraina les Bulls de Chicago durant 56 rencontres lors de la saison 1978-79 avant de retourner à Milwaukee pour entrainer les Milwaukee Does de la Women's Professional Basketball League pour une partie de la saison 1979-1980.
Le dernier poste d'entraineur de Costello fut à Utica College dans les années 1980. L'école passa de la Division III à la Division I. Costello entraina une saison en Division III. Lors de sa seconde année en Division I, les Pioneers étaient la 7e meilleure équipe en progression dans le pays. Il prit sa retraite en 1987.
Costello décéda le 13 décembre 2001 après s'être battu durant plus d'une année contre la maladie.